# Ludvig Lindgren
Ludvig Lindgren (ur. 23 września 1990 w Örebro) – szwedzki żużlowiec, brat Fredrika Lindgrena – również żużlowca.
Brązowy medalista młodzieżowych indywidualnych mistrzostw Szwecji (2008). Dwukrotny brązowy medalista drużynowych mistrzostw Szwecji (2008, 2010). Dwukrotny medalista drużynowych mistrzostw Polski: złoty (2009) oraz brązowy (2008). Brązowy medalista drużynowych mistrzostw Wielkiej Brytanii (2010).
Trzykrotny medalista drużynowych mistrzostw świata juniorów: srebrny (Rye House 2010) oraz dwukrotnie brązowy (Holsted 2008, Gorzów Wielkopolski 2009). Dwukrotny medalista drużynowych mistrzostw Europy juniorów: złoty (Rawicz 2008) oraz srebrny (Holsted 2009). Dwukrotny finalista indywidualnych mistrzostw świata juniorów (Pardubice 2008 – IX miejsce, Goričan 2009 – XVII miejsce).
Startował w ligach szwedzkiej, duńskiej, brytyjskiej oraz polskiej, w barwach klubów: Falubaz Zielona Góra (2008–2009) oraz Stal Rzeszów (2010).